# Pasquale Carotenuto
Pasquale Carotenuto (San Giorgio a Cremano, 15 ottobre 1982) è un ex calciatore ed ex giocatore di beach soccer italiano, di ruolo attaccante.

## Caratteristiche tecniche
Soprannominato Bum Bum per la facilità realizzativa , è considerato uno dei più forti giocatori di beach soccer a livello internazionale. È stato a lungo bomber della Nazionale italiana.

## Carriera

### Calcio
Finora in carriera ha giocato esclusivamente in società campane, arrivando a cambiare 18 casacche in 13 stagioni calcistiche. Ha iniziato a giocare in Eccellenza dal gennaio 2001 con il Pomigliano. A fine stagione è ceduto al Gladiator di Santa Maria Capua Vetere, dove disputa e vince il campionato di Serie D per la prima volta. Non confermato nonostante le 5 reti messe a segno, resta in tale categoria ed è ceduto alla Boys Caivanese. Con i gialloverdi segna solo 2 reti ma è confermato anche nella successiva stagione, ma nella sessione del mercato invernale ritorna al Pomigliano, sempre in D, realizzando 9 reti nelle 19 gare disputate con i granata. A partire dalla stagione 2004-2005 nei successivi tre anni veste 6 casacche diverse, Scafatese, Boys Caivanese e Lavello, venendo ceduto in ogni sessione invernale di mercato rispettivamente a Virtus Volla, Ischia e Casertana siglando in totale 25 reti. Dal 2007 al 2010 gioca sempre in Eccellenza, con Praia, Casertana ed Atletico Nola, facendo registrare un crescendo di reti segnate: 14 nella prima stagione, 16 nella seconda e 21 nella terza. Messosi in evidenza con i 51 gol segnati nelle ultime tre stagioni, è acquistato dall'Arzanese, che ottiene la promozione in Lega Pro Seconda Divisione anche grazie alle sue 20 realizzazioni. L'anno successivo sempre con la società napoletana disputa il suo primo campionato tra i professionisti, segnando 9 reti nelle 23 gare giocate. Nella finestra di calciomercato invernale 2011-2012 rescinde il suo contratto con la squadra di Arzano e si trasferisce al Neapolis Mugnano sempre in Seconda Divisione, realizzando 4 reti in 14 partite. Il 19 giugno 2012 passa all'Agropoli, squadra appena promossa in Serie D, realizzando 6 reti nelle 13 gare giocate. Nella sessione del mercato di riparazione della stagione 2012/2013, passa alla squadra sannita del Torrecuso in Eccellenza Campana, riuscendo a portare i sanniti in Serie D, siglando 23 reti tra regular season e play-off. Nell'estate del 2013 è acquistato dal Savoia di Torre Annunziata, con cui vince il campionato di Serie D. Dopo aver vinto un campionato di Eccellenza col Gragnano, ad agosto 2015 passa tra le file del Città di Nocera,con cui vince sia il campionato di Eccellenza che la Coppa Italia Dilettanti Campania. L'8 luglio 2016 passa alla Vis Afragolese 1944, neopromossa in Eccellenza. Ad Agosto 2017 passa alla Puteolana 1902 ,sempre in Eccellenza, dove fino alla prima giornata di ritorno ha siglato ben 10 reti, oltre le 9 messe a segno nella kermesse regionale di categoria. 
Nella stagione 2018-2019 torna tra le file dell'Afragolese per competere nel girone A di Eccellenza alla ricerca del ritorno in Serie D. Trova poco spazio e non riesce a confermare le sue doti balistiche, quindi a dicembre chiede lo svincolo. Nella sessione di mercato invernale, quindi, passa al San Tommaso dove esordisce già alla sedicesima giornata, prima di ritorno, segnando un gol. Con la squadra di Avellino vincerà poi il campionato, venendo promosso in Serie D, prima nella storia del club. Tuttavia, nell'agosto del 2019, Carotenuto lascia il club, restando però in Irpinia, firma infatti un contratto con l'Audax Cervinara, militante sempre nel campionato di Eccellenza. A metà campionato, a dicembre 2019, ha lasciato l'Audax per la Scafatese che milita nello stesso girone di Eccellenza , passa poi alla Scafatese, dove la stagione termina anzitempo causa Covid. Nell'estate del 2020 passa allo Sporting Barra.

### Beach Soccer
Ha iniziato a giocare nel Catanzaro Beach Soccer nel 2004 rimanendovi per 5 stagioni, in cui vince per tre volte la classifica capocannonieri. Nel 2009 gioca per il Viareggio Beach Soccer con cui disputa la finale di Coppa Italia persa ai rigori contro il Milano Beach Soccer e nel 2010 passa al Roma Beach Soccer dove gioca tuttora. Con i giallorossi vince nel 2011 la classifica capocannonieri del campionato italiano per la quarta volta e nel 2013 è il miglior marcatore del Super Eight Tournament con 34 gol.

#### Nazionale
Con la Nazionale ha vinto nel 2005 l'Euro Beach Soccer League in cui è stato anche il miglior marcatore del torneo. L'anno successivo nella stessa competizione vince nuovamente la classifica dei capocannonieri e nominato miglior giocatore della competizione continentale. Nel 2010 è stato nominato per la seconda volta miglior giocatore dell'Euro Beach Soccer League. Ha fatto parte della spedizione azzurra ai Mondiali del 2009 disputati a Dubai.

## Palmarès

### Club

#### Competizioni regionali
- Eccellenza: 7

Scafatese: 2003-2004 (girone B)
Casertana: 2006-2007 (girone A), 2008-2009 (girone A)
Atletico Nola: 2009-2010 (girone A)
Gragnano: 2014-2015 (girone B)
Città di Nocera: 2015-2016 (girone B)
San Tommaso: 2018-2019 (girone B)
- Coppa Italia Dilettanti Campania: 2

Casertana: 2006-2007
Città di Nocera: 2015-2016

#### Competizioni nazionali
- Serie D: 3

Gladiator: 2001-2002 (girone G)
Arzanese: 2010-2011 (girone H)
Savoia: 2013-2014 (girone I)
- Supercoppa italiana di beach soccer: 1

FELDI Catanzaro: 2004

### Nazionale
- Euro Beach Soccer League: 1

2005

### Individuale
- Capocannoniere del Campionato italiano di beach soccer: 4

2004, 2005, 2007, 2011
- Capocannoniere dell'Euro Beach Soccer League: 2

2004, 2005
- Miglior giocatore dell'Euro Beach Soccer League: 2

2006, 2010
- Miglior giocatore del Campionato italiano di beach soccer: 1

2007
- Capocannoniere della Serie D: 1

2010-2011 (20 gol)
- Capocannoniere del Super Eight Tournament: 1

2012 (34 gol)